# Anna Miserocchi
Anna Miserocchi (Roma, 26 giugno 1925 – Roma, 18 marzo 1988) è stata un'attrice e doppiatrice italiana.

## Biografia

Carlo D'Angelo e Anna Miserocchi nella commedia tv lI capanno degli attrezzi (Rai, 1963)

Studiò all'Accademia d'arte drammatica; esordì nel 1952 nei Dialoghi delle Carmelitane di Georges Bernanos, per la regia di Orazio Costa. Dotata di grandi risorse vocali e di una efficace presenza scenica, si cimentò con successo sia nel repertorio contemporaneo (Diego Fabbri, Ugo Betti, Luigi Pirandello, Cocteau) sia in quello classico (Euripide, Sofocle, Shakespeare).
Anna Miserocchi fu particolarmente famosa per la sua caratteristica e riconoscibile voce, dal timbro caldo e pastoso.
Molto frequenti le partecipazioni nella prosa radiofonica Rai dalla fine degli anni quaranta, sia nei radiodrammi che nelle commedie, con la Compagnia di prosa di Radio Roma, dove lavora, tra gli altri, insieme a Ubaldo Lay, Riccardo Cucciolla, Achille Millo, Renato Cominetti, Franco Becci, e registi come Anton Giulio Majano, Pietro Masserano Taricco e Nino Meloni. Alla fine degli anni quaranta inizia il lavoro di doppiatrice nella Compagnia O.D.I. di Roma.
Per la televisione, sono rimaste celebri le sue interpretazioni della baronessa Danglars nello sceneggiato Il conte di Montecristo (1966), e nel ruolo di Marta Fenwick nello sceneggiato E le stelle stanno a guardare (1971). Si ricordano inoltre le sue interpretazioni in Bene mio e core mio (1964) con Eduardo De Filippo, Le inchieste del commissario Maigret nell'episodio L'ombra cinese a fianco di Gino Cervi, ne Il caso Chessman, nonché nel 1977 ne Il commissario De Vincenzi.
Negli ultimi cinque anni di carriera si dedicò esclusivamente al doppiaggio a causa di una malattia incurabile; morì in una clinica romana la mattina del 18 marzo 1988 a 62 anni. Era moglie del regista Giuseppe Di Martino.

## Filmografia

### Cinema
- Il conte Aquila, regia di Guido Salvini (1955)
- Il magnifico texano, regia di Luigi Capuano (1967)
- Quel giorno Dio non c'era, regia di Osvaldo Civirani (1970)
- Bella di giorno moglie di notte, regia di Nello Rossati (1971)
- Culastrisce nobile veneziano, regia di Flavio Mogherini (1976)
- Maledetti vi amerò, regia di Marco Tullio Giordana (1980)

### Televisione
- Come le foglie, di Giuseppe Giacosa, regia di Mario Ferrero (1954)
- Viaggio di nozze, di Ezio D'Errico, regia di Daniele D'Anza, trasmessa il 27 aprile 1956.
- Le allegre comari di Windsor, di William Shakespeare, regia di Pietro Sharoff (1959)
- Le troiane, di Euripide regia di Claudio Fino (1960)
- Re Lear, di William Shakespeare, regia di Sandro Bolchi (1960)
- Le troiane, di Euripide (1960)
- Andromaca, di Jean Racine (1960)
- Il cerchio magico, di Luigi Chiarelli (1961)
- Abele ovvero Molti si chiamano Caino, di Giuseppe Di Martino (1962)
- L'aiuola bruciata, di Ugo Betti, regia di Ottavio Spadaro, trasmessa il 1º ottobre 1962
- La maschera e la grazia, di Henri Ghéon (1963)
- Il capanno degli attrezzi, di Graham Greene (1963)
- Sera di pioggia, di Paola Riccora (1963)
- Bene mio, core mio, di Eduardo De Filippo (1964)
- Atalia, di Jean Racine (1964)
- Il primogenito, di Ch. Frye (1964)
- Non è più mattina, di William Kendall Clarke, regia di Anton Giulio Majano (14 novembre 1964)
- Andromaca, di Euripide (1965)
- Le ombre della sera, di Michel Suffran (1965)
- Il fiore sotto gli occhi, di Fausto Maria Martini (1965)
- Esuli, di Yootha Joyce (1965)
- Luce a gas, di P. Hamilton (1966)
- Il conte di Montecristo, regia di Edmo Fenoglio (1966)
- Agamennone, di Eschilo (1966)
- L'ombra cinese, episodio della serie televisiva Le inchieste del commissario Maigret, tratto dall'omonimo romanzo di Georges Simenon (1966)
- Sherlock Holmes - La valle della paura, regia di Guglielmo Morandi, miniserie TV, trasmessa dal 25 ottobre all'8 novembre (1968)
- Ifigenia in Tauride, di Johann Wolfgang von Goethe (1968)
- Il vento notturno, di Ugo Betti (1968)
- Casa di bambola, di Henrik Ibsen (1968)
- Il giardino dei ciliegi, di Anton Čechov (1969)
- Candida, di George Bernard Shaw (1969)
- Marionette, che passione!, di Pier Maria Rosso di San Secondo (1969)
- Una coccarda per il re, di Fausto Nicolini (1970)
- Papà Goriot, di Honoré de Balzac (1970)
- All'ultimo minuto, episodio La prigioniera, regia di Ruggero Deodato (1971)
- E le stelle stanno a guardare, regia di Anton Giulio Majano (1971)
- Erano tutti miei figli, di Arthur Miller (1972)
- Uno sguardo dal ponte, di Arthur Miller (1973)
- Le Rozeno, di Camillo Antona Traversi (1975)
- L'abisso, di Silvio Giovaninetti (1976)
- Un delitto per bene, di Giacomo Battiato (1977)
- Delitto all'isola delle capre, regia di Enrico Colosimo (1978)
- A torto e a ragione, regia di Edmo Fenoglio – miniserie TV, episodio Domanda di grazia (1979)
- Edipo re, di Sofocle (1984)

## Teatro
- Le colonne della società, di Henrik Ibsen, regia di Orazio Costa, Teatro delle Arti di Roma, 5 novembre 1951.
- Così è (se vi pare), di Luigi Pirandello, regia di Orazio Costa, Teatro delle Arti di Roma, 4 gennaio 1952.
- Processo a Gesù, di Diego Fabbri, regia di Orazio Costa, al Piccolo Teatro di Milano, 2 marzo 1955.
- Ippolito, di Euripide, regia di Sandro Bolchi, Teatro Olimpico di Vicenza, 3 settembre 1965.
- Le troiane, di Euripide, regia di Vittorio Cottafavi, edizione televisiva Rai, 1967.
- Un tram che si chiama desiderio, di Tennessee Williams, regia di Antonio Barbieri, al Teatro San Babila di Milano nel 1972.
- I parenti terribili, di Jean Cocteau, regia di Franco Enriquez, 1978.

## Prosa radiofonica Rai
- Giovanna e i suoi giudici, dramma di Thierry Maulnier, regia di Guido Salvini, trasmessa il 1º novembre 1951.
- Una cometa si fermò, di Vittorio Calvino, regia di Pietro Masserano Taricco, trasmessa il 23 dicembre 1951.
- Un tale che passa, di Gherardo Gherardi, regia di Sergio Tofano, trasmessa il 29 luglio 1952.
- La domenica della buona gente, radiodramma di Vasco Pratolini e Gian Domenico Giagni, regia di Anton Giulio Majano, trasmessa il 19 agosto 1952.
- Il Cavaliere Barbablù, fiaba in tre atti di Ludwig Tieck, regia di Corrado Pavolini, trasmessa il 6 novembre 1953.
- I poeti servono a qualche cosa, di Nicola Manzari, regia di Umberto Benedetto, trasmessa il 29 aprile 1954.
- Verso Damasco, di August Strindberg, regia di Marco Visconti, trasmessa il 17 giugno 1954.
- Il garofano bianco, di Robert Cedric Sherriff, regia di Umberto Benedetto, trasmessa il 20 dicembre 1954.
- Perduto nelle stelle, di Kurt Weill e Maxwell Anderson, regia di Anton Giulio Majano, trasmessa l'8 luglio 1955.
- La cantata dei pastori, di Andrea Perrucci, regia di Anton Giulio Majano, trasmessa il 6 gennaio 1955.
- Carte in tavola, di William Somerset Maugham, regia di Umberto Benedetto, trasmessa il 3 febbraio 1955.
- Tre topi grigi, di Agatha Christie, regia di Umberto Benedetto, trasmessa l'8 agosto 1955.
- Britannico, di Jean Racine, regia di Corrado Pavolini, trasmessa il 13 gennaio 1956.
- Donne brutte, commedia di Achille Saitta, regia di Pietro Masserano Taricco, trasmessa il 23 febbraio 1956.
- Il mistero della carità di Giovanna D'Arco, di Charles Péguy, regia di Corrado Pavolini, trasmessa il 21 aprile 1957.
- I viaggiatori dell'autostrada, radiodramma di Georges Adam, regia di Umberto Benedetto, trasmessa il 36 aprile 1958.
- Turandot, riduzione radiofonica, regia di Corrado Pavolini, trasmessa il 21 luglio 1959.
- Attrice, commedia di Heinrich Mann, regia di Vittorio Sermonti, trasmessa il 14 gennaio 1961.
- La moglie provocata, commedia di John Vanbrugh, regia di Vittorio Sermonti, trasmessa il 21 febbraio 1962.

## Doppiaggio

### Cinema
- Anne Bancroft in Il laureato, 84 Charing Cross Road, La vita corre sul filo, Hindenburg, Prigioniero della seconda strada, La terra degli Apaches, The Elephant Man, Agnese di Dio
- Katharine Hepburn in Il lungo viaggio verso la notte, Indovina chi viene a cena?, Il leone d'inverno, La pazza di Chaillot, Zoo di vetro, Agenzia omicidi
- Lauren Bacall in Detective's Story, Assassinio sull'Orient Express, Il pistolero
- Bette Davis in Assassinio sul Nilo
- Kathleen Freeman in The Blues Brothers - I fratelli Blues
- Teresa Hughes in Saranno famosi
- Ava Gardner in Cassandra Crossing
- Maggie Smith in La strana voglia di Jean
- Jennifer Jones in L'inferno di cristallo
- Shelley Winters in S.O.B.
- Melina Merkouri in M 5 codice diamanti, Alle 10:30 di una sera d'estate
- Deborah Kerr in Il giardino indiano
- Angela Lansbury in Il mistero della signora scomparsa
- Eleanor Merriam in Fury
- Sylvia Miles in Delitto sotto il sole, Marlowe, il poliziotto privato, Un uomo da marciapiede
- Coral Browne in L'assassinio di Sister George
- Maura Monti in Batwoman - L'invincibile superdonna
- Alix Talton in La mantide omicida
- Priscilla Pointer in Mammina cara
- Irene Papas in Non si sevizia un paperino, Linea di sangue
- Simone Signoret in La confessione, L'evaso, Police Python 357, La vita davanti a sé
- Rita Hayworth in Il papavero è anche un fiore
- Capucine in Bluff - Storia di truffe e di imbroglioni, Ecco noi per esempio..., Giallo napoletano
- Dolores del Río in Il grande sentiero
- Ursula Andress in Ciao Pussycat
- Janice Rule in Missing - Scomparso
- Isa Miranda in Tempo d'estate
- Agnes Moorehead in L'orgoglio degli Amberson (ridoppiaggio)
- Margarita Lozano in Per un pugno di dollari
- Ingrid Thulin in Sussurri e grida
- Gunn Wållgren in Fanny e Alexander
- Nadia Gray in La moglie è uguale per tutti
- Alida Valli in Inferno
- Antonia Pemberton in Il piccolo Lord
- Leora Dana in Tora! Tora! Tora!
- Míriam Colón in Scarface
- Colleen Dewhurst in Una splendida canaglia
- Yvette Masson in Il corsaro della mezza luna
- Frances Bergen in Interludio
- Véronique Silver in La signora della porta accanto
- Gloria Talbott in I pistoleri maledetti
- Rosanna Schiaffino in La notte brava

### Televisione

#### Serie tv
- Beatrice Arthur in Maude (Maude Findlay), Amanda (Amanda's) (Amanda Cartwright)
- Yootha Joyce in George e Mildred (George & Mildred), Un uomo in casa (Man About the House) (Mildred Roper)
- Barbara Stanwyck in I Colby (The Colbys) (Constance Colby Patterson, 1^ voce)
- Clarice Taylor in I Robinson (The Cosby Show) (Anna Robinson, 1^ voce stagioni 1-4)
- Margaret Tyzack in La saga dei Forsyte (The Forsyte Saga) (Winifred Dartie Forsyte)

#### Miniserie e film per la televisione
- Eileen Atkins in Figli e amanti (Sons and Lovers) (Gertrude Morel), miniserie
- Anne Bancroft in Marco Polo (Sig.ra Polo), miniserie
- Zanie Campan in Monte Carlo (Madame Tranchard), miniserie
- Bette Davis in Assassinio allo specchio (The Mirror Crack'd) (Carrie Louise Serrocold), film per la televisione
- Nyree Dawn Porter in Jane Eyre nel castello dei Rochester (Jane Eyre) (Blanche Ingram), film per la televisione
- Ja'net DuBois in Radici - Le nuove generazioni (Roots: The Next Generations) (Sally Harvey), miniserie
- Angela Lansbury in Segreti (Lace) (Zia Hortense Boutin), miniserie
- Viveca Lindfors in Fania (Playing for Time) (Schmidt), film per la televisione
- Madeleine Robinson in Mozart (Sig.ra Weber), miniserie
- Barbara Shelley in I Borgia (The Borgias) (Vannozza Canale), miniserie

#### Serie animate
- Signora Sesemann in Heidi